# نيف مكينتوش
نيف ماكنتوش (بالإنجليزية: Neve McIntosh)‏ ولدت 9 أبريل 1972 في بايزلي، المملكة المتحدة.هي ممثلة اسكتلندية.

## الحياة المبكرة
ولدت ماكنتوش في بيزلي، رينفروشاير، ونشأت في إدنبرة حيث التحقت بمدرسة بوروغموير الثانوية. خلال أواخر الثمانينيات، كانت عضوًا في مسرح شباب إدنبرة وشاركت في عروض مثل الإوزة الأم و*طبيب في المنزل*. ثم انتقلت إلى غلاسكو للدراسة في الأكاديمية الملكية الاسكتلندية للموسيقى والدراما، وعملت في شركات مسرحية في بيرث ومسرح الصغير في جزيرة مول.
جد ماكنتوش، الذي تم أسره خلال الحرب العالمية الثانية في دنكيرك، توفي بسبب الالتهاب الرئوي في معسكر أسرى حرب ألماني في بولندا.

## الحياة الشخصية
تزوجت ماكنتوش من مصور الفيديو أليكس ساهلا، الذي التقت به أثناء تصوير المسلسل التلفزيوني النفسيون عام 1999. انفصلا في عام 2006، وتم الطلاق رسميًا في عام 2009.

## روابط خارجية
- نيف مكينتوش على موقع IMDb (الإنجليزية)
- نيف مكينتوش على موقع ألو سيني (الفرنسية)
- نيف مكينتوش على موقع أول موفي (الإنجليزية)
- نيف مكينتوش على موقع قاعدة بيانات الأفلام السويدية (السويدية)
- نيف مكينتوش على موقع قاعدة بيانات الفيلم (الإنجليزية)
- نيف مكينتوش على موقع كينوبويسك (الروسية)